# Nevski Prospekt

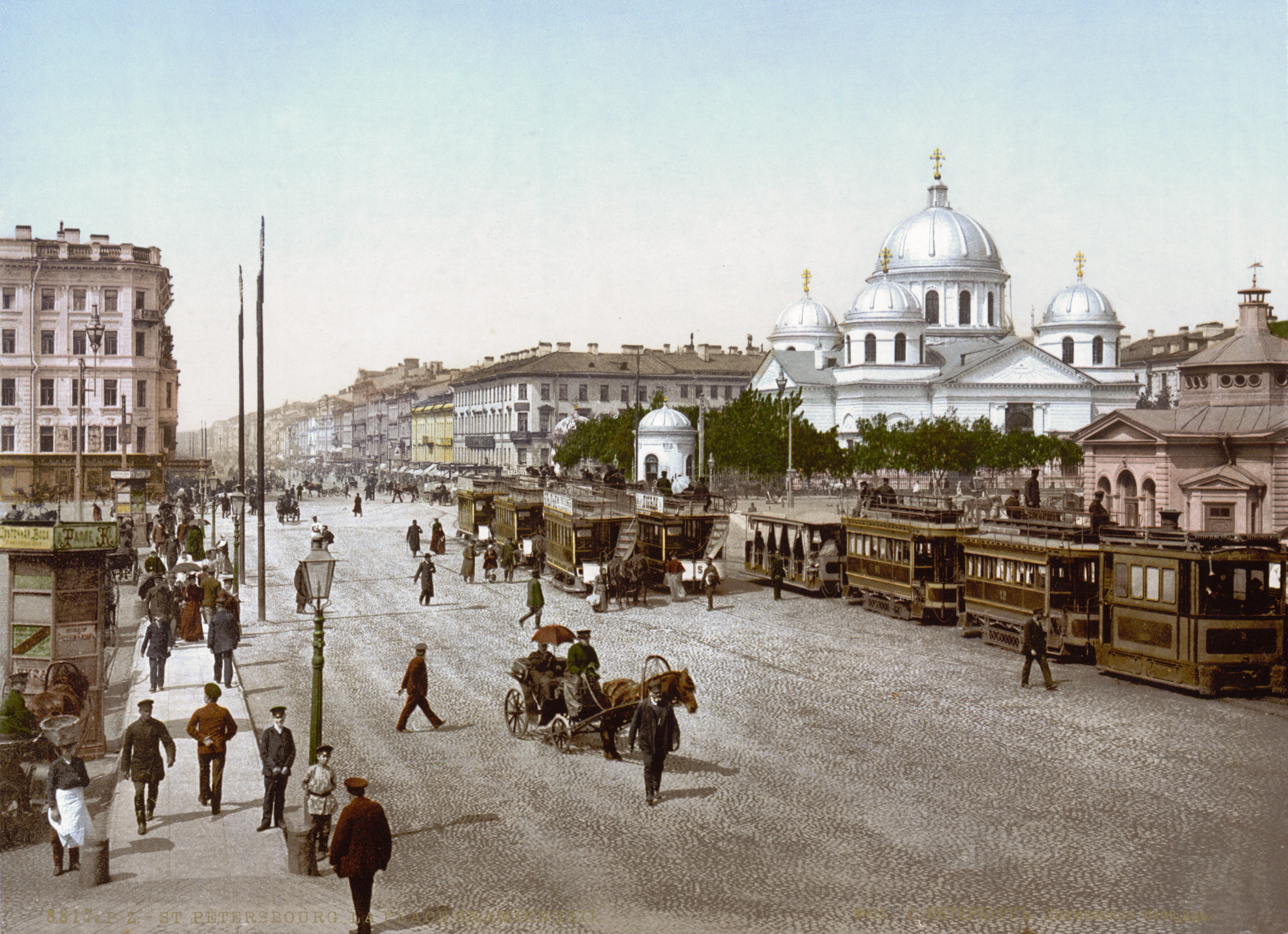
Nevski Prospekt în secolul al XIX-lea

Nevski Prospekt, adică Bulevardul Neva, (în rusă Невский проспект) este bulevardul principal al orașului Sankt Petersburg. A fost proiectată de Petru cel Mare ca prim segment al drumului ce leagă Novgorod de Moscova și începe de la Turnul Amiralității, trece prin Piața Palatului, pe lângă Mănăstirea Alexander Nevski, până la Gara Centrală Moscova. Printre atracțiile principale se află Palatul Stroganov, Catedrala Fecioarei din Kazan, librăria în stil Art Nouveau (Dom Knigi), câteva biserici din secolul al XVIII-lea, monumentul închinat țarinei Ecaterina a II-a a Rusiei, un imens centru comercial din secolul al XVIII-lea și un magazin universal de la mijlocul secolului al XIX-lea, Biblioteca Națională Rusă, precum și caii de bronz de pe Podul Anicikov. De altfel, scriitorul Nikolai Gogol a reușit să redea în detaliu atmosfera zgomotoasă și toată agitația acestui bulevard în nuvela „Nevski Prospekt”. De-a lungul primilor ani ai perioadei sovietice (1918-1944), a fost redenumit Bulevardul 25 Octombrie, făcând aluzie la Revoluția din Octombrie.
Astăzi, Nevski Prospekt reprezintă principala arteră a orașului Sankt Petersburg. Majoritatea centrelor comerciale și a celor mai costisitoare apartamente se află chiar pe bulevard, dacă nu în imediata apropiere, tot acolo unde se desfășoară și viața de noapte a orașului.